# Ожехи (Західнопоморське воєводство)
Ожехи (пол. Orzechy) — село в Польщі, у гміні Інсько Старгардського повіту Західнопоморського воєводства.
У 1975-1998 роках село належало до Щецинського воєводства.